# 伐氏矛麗魚
伐氏矛麗魚，為輻鰭魚綱鱸形目隆頭魚亞目慈鯛科的其中一種，分布於南美洲埃塞奎博河及法力河流域，體長可達12.6公分，棲息在溪流中底層水域，生活習性不明。

## 擴展閱讀
維基物種上的相關：伐氏矛麗魚